# Kryštof 15

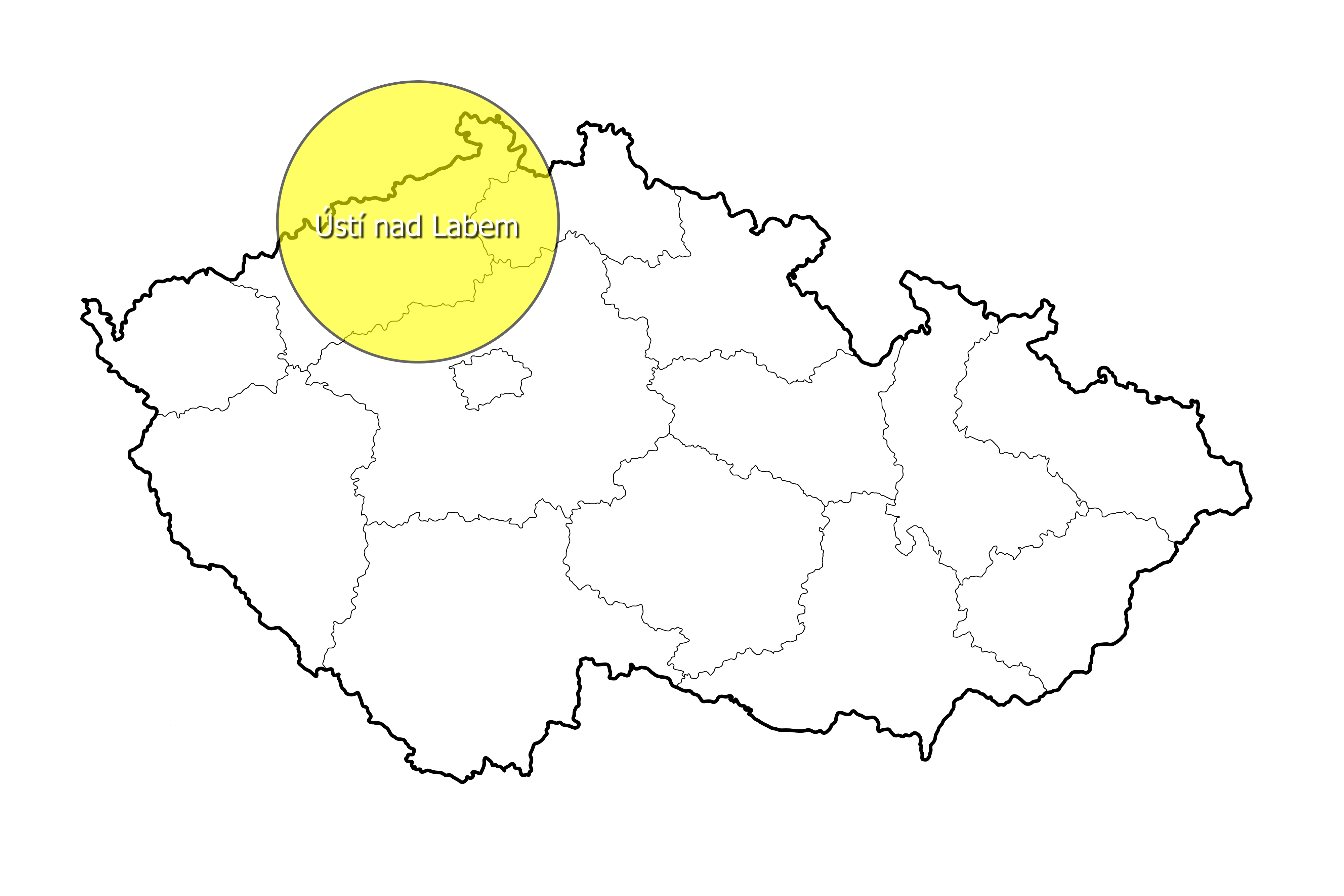
Poloha stanice a akční rádius vrtulníku Kryštof 15

Kryštof 15 je volací znak a všeobecně rozšířené označení vrtulníku a základny letecké záchranné služby (LZS) v Ústeckém kraji. LZS byla v Ústí nad Labem do provozu uvedena v září 1991. Provozovatelem vrtulníku je nestátní společnost DSA. Zdravotnickou část posádky LZS zajišťuje Zdravotnická záchranná služba Ústeckého kraje, ostatní provozní pracovníky včetně pilotů zajišťuje společnost DSA.

## Historie
V září 1991 byl zahájen zkušební provoz letecké záchranné služby v Ústí nad Labem. Prvním provozovatelem byl státní podnik Slov-Air, který pro LZS nasazoval vrtulník Mil Mi-2. V roce 1992 přebírá středisko soukromá společnost BEL AIR, která pro LZS používá také vrtulník Mi-2. K 1. lednu 1993 přebírá chod LZS nestátní společnost DSA. Do roku 1996 slouží na stanici vrtulník Mi-2. V průběhu roku 1996 je do služby nasazen modernější dvoumotorový vrtulník Eurocopter AS 355 F2 Ecureuil 2 (imatrikulace OK-AIA). V červnu 1997 se letecká záchranná služba přemístila na nový heliport v blízkosti ústecké Masarykovy nemocnice. V únoru 2003 se na stanici představil vrtulník Eurocopter EC 135 T1, který se v České republice objevil pro potřeby LZS vůbec poprvé. Vrtulník se v roce 2003 představil na třech stanicích LZS a byl trvale nasazen na stanici Kryštof 05 v Ostravě. V témže roce se na stanici Kryštof 15 objevuje nový stroj Eurocopter AS 355N Ecureuil 2 (OK-DSN). K další velké změně vrtulníku dochází na počátku roku 2005, kdy zakoupila společnost DSA tři nové vrtulníky Eurocopter EC 135 T2. Po krátkém představení jsou vrtulníky trvale nasazeny na stanicích Kryštof 05 v Ostravě, Kryštof 18 v Liberci a stroj s imatrikulací OK-DSB slouží trvale v Ústí nad Labem.

## Současnost
Od června 1997 se stanice letecké záchranné služby nachází v blízkosti Masarykovy nemocnice a sídla Zdravotnické záchranné služby Ústeckého kraje v Ústí nad Labem. V současné době (2012) slouží na stanici trvale vrtulník Eurocopter EC 135 T2 (OK-DSB). Provoz stanice je omezen na denní dobu limitovanou východem a západem slunce. V nočních hodinách je oblast Ústeckého kraje pokryta pro neodkladné sekundární lety vrtulníky z provozních stanic Kryštof 01 z Prahy a Kryštof 07 z Plzně. Jako záloha pro stanici Kryštof 15 slouží vrtulník Eurocopter EC 135 T1 (OK-DSA). Akční rádius vrtulníků LZS má rozsah cca 70 km, který odpovídá doletové době zhruba 18 minut od vzletu.